# طبقة لغوية
في علم اللغويات، الطبقة (بالإنجليزية stratum) هي اللغة التي تؤثر أو تتأثر بأخرى من خلال الاتصال اللغوي. تُسمّى اللغة لها قوة أو مكانة أقل من الأخرى لغة المَنشأ (substratum)، في حين يُطلق على اللغة التي تتمتع بسلطة أو مكانة أعلى لغة الطبقة العليا (superstratum)، وتؤثر كل من لغات المنشأ والطبقة العليا على بعضها البعض ولكن بطرق مختلفة. أما الطبقة الإضافية (adstratum) فهي لغة على اتصال بلغة أخرى في مجتمع مجاور دون أن يكون لأي منهما مكانة أعلى أو أقل. وقد طوّر مفهوم "الطبقات" لأول مرة اللغوي الإيطالي جرادزيادو أسكولي (1829–1907).
وبالتالي ينطبق كلا المفهومين على الحالة التي تترسخ فيها لغة متطفلة في أراضي دولة أخرى، وعادةً يكون ذلك نتيجة للهجرة. ولا يتضح إذا ما انطبقت حالة الطبقة العليا (حيث تستمر اللغة المحلية مع اختفاء اللغة المتطفلة) أو حالة طبقة المنشأ (تختفي اللغة المحلية وتستمر اللغة المتطفلة) إلّا بعد عدة أجيال تكون خلالها اللغة المتطفلة موجودة داخل ثقافة الشتات.